# نظریه سه جهان
نظریهٔ سه جهان (به انگلیسی: The Three Worlds Theory، به چینی ساده: 三个世界的理论، به چینی سنتی: 三個世界的理論، به پین‌یین: Sān gè Shìjiè de Lǐlùn) که توسط رهبر کمونیست چین مائو تسه‌تونگ مطرح شد. این نظریه چنین مفروض می‌دارد که روابط بین‌المللی شامل سه جهان سیاسی-اقتصادی می‌شود: جهان اول شامل ابرقدرت‌ها، جهان دوم شامل قدرت‌های کوچکتر و جهان سوم دربردارندهٔ کشورهای استثمارشده.
مائو مشخصاً ایالات متحدهٔ آمریکا و اتحاد جماهیر شوروی را در گروه نخست قرار داد. در سال ۱۹۷۴ دنگ ژیائوپینگ معاون وقت رهبر چین نظریهٔ سه جهان را برای توجیه همکاری چین با کشورهای غیرکمونیستی در نطقی در سازمان ملل متحد شرح داد.
نظریهٔ سه جهان مائو نباید با نظریهٔ غربی همنام آن اشتباه گرفته شود که جهان اول را غرب، جهان دوم را اتحاد جماهیر شوروی و متحدانش و جهان سوم را کشورهای بی‌طرف و غیرمتعهد می‌داند. نظریهٔ مائو بیشتر آنچه را که او به عنوان الگوهای استثمار در نظر می‌گیرد برجسته می‌سازد تا دیپلماسی یا ایدئولوژی رسمی را.

## انتقادها
برخی از احزاب و سازمان‌های سیاسی آنتی ریویزیونیست از این نظریه دچار سرخوردگی شدند. به دنبال آن، در آلبانی انور خوجه رهبر حزب کار این کشور نظریهٔ آلترناتیوی را مطرح کرد که هم از نظریهٔ سه جهان و هم از مواضع حزب کمونیست اتحاد جماهیر شوروی انتقاد می‌کرد. این مسئله منجر به شکاف چین-آلبانی در میان احزاب کمونیستی ای شد که پیش از آن با چین و آلبانی همسو بودند.
جنبش انقلابی انترناسیونالیستی و جنبش مائوییستی انترناسیونالیستی، به عنوان بنیان‌گذاران جنبش مائوییستی نوین به شدت منتقد نظریهٔ سه جهان بودند و به‌طور کامل آن را از برنامهٔ مربوطهٔ خود خارج کردند. آن‌ها این موضع را در حکم افول از مارکسیسم-لنینیسم-مائوییسم زیر شعار اندیشهٔ مائو تسه‌تونگ عنوان کردند.